# Knekt (kortspel)
Knekt är ett enkelt kortspel (sticktagningsspel) där man ska undvika att vinna knektar. För 3-5 spelare. Om man är tre spelare tar man bort en tvåa ur leken, om man är fem spelare tar man bort två tvåor. Vitsen med detta är att alla får lika många kort från början. Alla kort delas ut så att alla får lika många. Man ska försöka att få så lite poäng som möjligt.
Man får en poäng för varje knekt man vinner. Undantaget är om man vinner alla fyra knektarna i samma giv, då slipper man poäng. Om detta inträffar är de i stället värda två poäng styck i nästa giv. Om en och samma person skulle vinna alla knektarna igen är de värda tre poäng i nästa giv etc. 
Variant för 4 spelare: Om alla vinner varsin knekt räknas det precis som om en spelare vann alla knektar.